# Кеті Делуф
Кеті Делуф (англ. Catie DeLoof; нар. 12 лютого 1997) — американська плавчиня, бронзова призерка Олімпійських ігор 2020 року.

## Кар'єра
У 2021 році, під час американського олімпійського відбору, спортсменка стала п'ятою на дистанції 100 метрів вільним стилем та кваліфікувалася на Олімпійські ігри в Токіо.
24 липня відбувся заплив американки на Олімпійських іграх. Вона проплила у попередньму етапі естафети 4x100 метрів вільним стилем. Кеті Делуф виступила на другому етапі, показавши час 53.42. Збірна США кваліфікувалися у фінал із п'ятим результатом. У фіналі, що відбувався наступного дня Кеті участі не брала, але команда у складі Еріки Браун, Еббі Вейтцейл, Наталі Гіндс та Сімоне Мануель зуміла виграти бронзові медалі. Кеті Делуф згідно з регламентом змагань, також отримала бронзову нагороду.

## Виступи на Олімпійських іграх
| Олімпіада  | Дисципліна                           | Час     | Місце |
| ---------- | ------------------------------------ | ------- | ----- |
| Токіо 2020 | естафета 4x100 метрів вільним стилем | 3:34.80 | 3     |